# Wealdstone Football Club
Il Wealdstone Football Club è una squadra di calcio inglese semi professionista, attualmente militante in National League.

## Storia[1]
Il club è stato fondato nel 1899. La prima partita ufficiale fu contro il Northwood, terminata con una vittoria del neo team. 
È stato rifondato, successivamente, nel 1909, approdando nella Division One. 
Durante gli anni della guerra, si alternarono in campionati sempre regionali. 
Nel 1946 la BBC trasmise la prima partita di calcio della storia. Il match fu Wealdstone-Barnet.
Nel 1965 vinsero il primo trofeo nazionale, la FA Amateur Cup. 
Nel 1971 giunsero al terzo turno eliminatorio della FA Cup, sconfitti dal QPR. 
Nella stagione 1984-1985 conquistarono la Alliance Premier League e la coppa FA Trophy, competizione quest'ultima in cui è poi anche stato in seguito semifinalista nella stagione 2011-2012. Approdarono, dunque, per la prima e unica volta nella loro storia in Fourth Division, categoria in cui militarono per le successive 3 stagioni.

## Organico

### Rosa 2023-2024
Rosa e numerazione aggiornate al 15 settembre 2023
| N. |                        | Ruolo | Calciatore        |
| -- | ---------------------- | ----- | ----------------- |
| 1  | Inghilterra (bandiera) | P     | Dante Baptiste    |
| 2  | Inghilterra (bandiera) | D     | Jack Cook         |
| 3  | Inghilterra (bandiera) | D     | Charlie Barker    |
| 4  | Grenada (bandiera)     | C     | Ashley Charles    |
| 5  | Montserrat (bandiera)  | C     | Alex Dyer         |
| 6  | Inghilterra (bandiera) | D     | Mason Barrett     |
| 7  | Tanzania (bandiera)    | C     | Tarryn Allarakhia |
| 8  | Inghilterra (bandiera) | C     | Nathan Ferguson   |
| 9  | Inghilterra (bandiera) | A     | Olufela Olomola   |
| 10 | Inghilterra (bandiera) | C     | Max Kretzschmar   |
| 11 | Inghilterra (bandiera) | A     | Corie Andrews     |
| 13 | Inghilterra (bandiera) | P     | Jed Ward          |

| N. |                        | Ruolo | Calciatore            |
| -- | ---------------------- | ----- | --------------------- |
| 14 | Inghilterra (bandiera) | A     | Micah Obiero          |
| 16 | Inghilterra (bandiera) | C     | Luke Dreher           |
| 17 | Inghilterra (bandiera) | A     | Dom Hutchinson        |
| 18 | Inghilterra (bandiera) | D     | Kyle Smith            |
| 19 | Inghilterra (bandiera) | D     | Charles Clayden       |
| 20 | Inghilterra (bandiera) | A     | Abdulsadur Abdulmalik |
| 22 | Galles (bandiera)      | C     | Sam Bowen             |
| 23 | Inghilterra (bandiera) | D     | Jaydn Mundle-Smith    |
| 27 | Inghilterra (bandiera) | A     | Sean Adarkwa          |
| 29 | Inghilterra (bandiera) | A     | Tahvon Campbell       |
| 36 | Inghilterra (bandiera) |       | Joseph Cullis         |

## Giocatori
Il giocatore che ha segnato più goal nella storia del club fu George Duck (251 rete in 370 partite).
Fra i calciatori più famosi, si possono ricordare i nomi di: Stuart Pearce, Vinnie Jones e Jermaine Beckford.

## Allenatori
- Terry Burton (1987)
- Fred Callaghan (1994-1995)

## Palmarès

### Competizioninazionali
- FA Amateur Cup: 1

1965-1966
- FA Trophy: 1

1984-1985
- Alliance Premier League: 1

1984-1985
- National League South: 1

2019-2020
- Isthmian League: 1

2013-2014
- Southern Football League: 1

1973-1974
- Athenian League: 1

1951-1952

### Competizioni regionali
- London Senior Cup: 1

1951-1952

### Altri piazzamenti
- Alliance Premier League:

Terzo posto: 1982-1983